# Jean-Baptiste Pierre Saurine
Jean-Baptiste Pierre Saurine est un ecclésiastique, curé rouge et homme politique français, né le 10 mars 1733 à Eysus (Pyrénées-Atlantiques) et mort le 9 mai 1813 à Soultz-Haut-Rhin.

## Biographie
Jean-Baptiste Pierre dit Jean-Pierre Saurine, fut ordonné prêtre par Révol, vicaire de Sainte-Marie d'Oloron. Il devint ensuite curé d'Eysus.
Il fut élu député du clergé aux États généraux le 19 juin 1789, par le clergé du Béarn. Membre actif du club des jacobins, il prit une grande part aux discussions sur la constitution civile du clergé. Il prêta le serment ecclésiastique et fut élu le 16 février 1791, évêque constitutionnel des Landes, siégeant à Dax. Il est sacré le 27 février 1791 à Paris  par Jean-Baptiste Gobel. Un bref du pape du 13 avril 1791 déclara cette élection nulle et la consécration sacrilège.
Le 6 septembre 1792, Saurine fut élu député des Landes à la Convention où il fit partie des modérés. Il vota contre la mort de Louis XVI, déclarant : « Je n'ai point voté comme un juge. Mes commettants ne m'ont point envoyé pour un jugement criminel, car, lors des assemblées électorales, il n'était question que d'une déchéance constitutionnelle. Je vote pour la mesure de sûreté générale, pour la détention de Louis et de sa famille jusqu'à la paix. Cette mesure paraît la seule utile, la seule convenable aux intérêts du peuple et aux circonstances. »
Alors membre du comité des commissaires inspecteurs de la salle, du secrétariat et de l'imprimerie, il se montre hostile à l'arrestation des girondins lors des journées du 31 mai et 2 juin 1793 en signant avec d'autres députés une protestation. Pour cela il est inquiété et se retrouve menacé d'arrestation en octobre 1793. Il parvient, malgré tout, à se soustraire à la prison et réintègre la Convention le 18 frimaire an III (8 décembre 1794). Il s'associa alors aux mesures de rigueur contre les jacobins. Il fut réélu député des Landes au Conseil des Cinq-Cents, le 23 vendémiaire an IV (15 octobre 1795).
Proche de Grégoire, Saurine fut l'un des plus actifs rebâtisseurs de l'Église constitutionnelle après la Terreur. Fin 1794, il constitua avec Grégoire, Royer, et Desbois le groupe des « évêques réunis à Paris » qui se donne pour mission de régénérer l’Église de France gravement affaiblie par la campagne de déchristianisation et les démissions d’évêques et de prêtres.
Il participe aux conciles nationaux de 1797 et 1801. Il accepte le concordat de 1801 se démet de son épiscopat et est nommé, le 9 avril 1802, évêque concordataire de Strasbourg, confirmé le 29 avril suivant il le reste jusqu'à sa mort, en 1813. Il fut accusé de partialité en faveur des assermentés dans l'administration de son diocèse et dut s'en expliquer à Paris, où il sut se concilier la faveur de Napoléon.
En tant que membre de la Société de philosophie chrétienne, il fut un des rédacteurs des Annales de la religion, qui étaient souvent rédigées à son domicile, rue Pierre-Sarrazin à Paris.
Franc-maçon favorable aux idées nouvelles, il est initié dans une loge de Bayonne, il est membre de la loge et du chapitre de Rose-Croix des « Amis intimes » à Paris, en 1781. Député du Grand Orient de France, porteur du grade de Chevalier Rose-Croix. Il participe en tant que membre du « Grand Chapitre général de France » créé en 1784, à la rédaction des statuts et règlement de l'organe fédérateur des hauts grades maçonniques en France. Membre en 1808 de l'ordre du Temple de Bernard-Raymond Fabré-Palaprat.

## Distinction
- Chevalier de la Légion d'honneur (15 juillet 1804)[7]

## Sources
- Bernard Plongeron, L'abbé Grégoire et la République des savants, éditions du CTHS, 2001.
- Rodney J. Dean, L'Église constitutionnelle, Napoléon et le Concordat de 1801, Paris, 2004.
- Rodney J. Dean, L'abbé Grégoire et l'Église constitutionnelle après la Terreur 1794-1797, Paris, 2008.
- « Jean-Baptiste Pierre Saurine », dans Adolphe Robert et Gaston Cougny, Dictionnaire des parlementaires français, Edgar Bourloton, 1889-1891 [détail de l’édition], tome 5, p.272-273.
- Paul Pisani, Répertoire biographique de l'épiscopat constitutionnel (1791-1802), Paris, Alphonse Picard, 1907, p. 430-441.
- Auguste Kuscinski, Dictionnaire des conventionnels, Éditions du Vexin Français, Brueil-en-véxin, p.557-558.